# 新日本ケミカル・オーナメント工業
新日本ケミカル・オーナメント工業株式会社（しんにほんケミカル・オーナメントこうぎょう）は、大阪府岸和田市に本社を置く、日本の雑貨製造企業。

## 概要
包装資材や衛生資材の製造卸売をしており、刺身などの包装に使われるブリッジ（食品とラップの空間を保つ商品）を開発販売したことで知られている。
1981年10月に会社設立および開業。代表者は中岸光義。

## 主な商品
- ブリッジ
- 食品装飾用造花（小菊など）
- 炊飯ネット
- 業務用不織布マスク　ポンキーマスク
- 厚手ニトリル手袋　ニトロングローブ淡水色
- プラスチックまな板
- ワンタッチエプロン

など

## 営業所等
- 本社 - 大阪府岸和田市今木町101
- 関東営業所 - 埼玉県越谷市宮本町
- 福岡営業所 - 福岡県糟屋郡新宮町